# 马蒂·凯诺宁
马蒂·凯诺宁（芬蘭語：Matti Keinonen，1941年11月6日—2021年11月27日），芬兰男子冰球运动员，场上位置是前锋。他曾代表芬兰国家队参加1968年和1972年冬季奥林匹克运动会冰球比赛，均获得第五名。